# Gnieźnieńska Szkoła Wyższa Milenium
Gnieźnieńska Szkoła Wyższa Milenium – niepubliczna szkoła wyższa, powstała w 2002 w Gnieźnie. Do 2011 działała pod nazwą Gnieźnieńska Wyższa Szkoła Humanistyczno-Menedżerska „Milenium”.
Założycielem uczelni jest prof. nzw. dr Lechosław Gawrecki. Korzenie uczelni sięgają 1993, kiedy rozpoczął działalność niepubliczny ośrodek doskonalenia nauczycieli w Kaliszu (obecnie Studium Doskonalenia Menedżerów Oświaty).
Pierwszym rektorem uczelni w latach 2002–2007 był prof. zw. dr hab. Wacław Strykowski. Od października 2007 do września 2013 rektorem był założyciel uczelni prof. nzw. dr Lechosław Gawrecki. Trzecim rektorem GSW Milenium był dr Hubert Paluch, prof. GSW Milenium, który piastował to stanowisko w latach 2013–2019. Obecnie rektorem jest dr Krzysztof Gawrecki.

## Władze uczelni
Źródło: oficjalna strona uczelni
- rektor – dr Krzysztof Gawrecki
- dziekan Wydziału Nauk Społecznych – dr Tomasz Albiński
- dziekan Filii GSW Milenium w Wągrowcu – dr Mykola Orlykovskyi
- założyciel – prof. nzw. dr Lechosław Gawrecki
- kierownik studiów podyplomowych – dr Iwona Gawrecka

W strukturze uczelni funkcjonuje Wydział Nauk Społecznych oraz Wydział Zamiejscowy w Wągrowcu. Uczelnia prowadzi studia pierwszego i drugiego stopnia oraz studia podyplomowe. Na studiach pierwszego stopnia uczelnia oferuje naukę na dwóch kierunkach: Zarządzanie i Pedagogika.
Uczelnia posiada własne dwa budynki mieszczące się przy ul. Leopolda Okulickiego 3a w Gnieźnie (dzielnica Osiedle Grunwaldzkie).